# ジャック・オルブライト
ジャック・オルブライト (Harold John "Jack" Albright ：ハロルド・ジョン・"ジャック"・オルブライト、1921年6月30日 - 1991年7月21日) は、アメリカ合衆国のフロリダ州出身で、MLBのフィラデルフィア・フィリーズに所属していたプロ野球選手である。

## 経歴・人物
カリフォルニア大学バークレー校を出て、プロ入り (フィリーズ) を果たした。
1947年5月19日の対セントルイス・カージナルス戦でメジャーデビューを果たしたが、この試合では打席に立たなかった。同年、最終的には計41試合に出場し、打率.232・2本塁打・5打点・1盗塁という成績をマークした。守備面では8失策を犯し、守備率は.943だった。MLBで試合に出場したのは、この年だけだった。
1991年7月22日にカリフォルニア州のサンディエゴで没し、同都市にあるフォート・ローズクランズ・ナショナル・セメトリー (Fort Rosecrans National Cemetery) に埋葬された。

## 詳細情報

### 年度別打撃成績
| 年 度    | 球 団    | 試 合 | 打 席 | 打 数 | 得 点 | 安 打 | 二 塁 打 | 三 塁 打 | 本 塁 打 | 塁 打 | 打 点 | 盗 塁 | 盗 塁 死 | 犠 打 | 犠 飛 | 四 球 | 敬 遠 | 死 球 | 三 振 | 併 殺 打 | 打 率 | 出 塁 率 | 長 打 率 | O P S |
| -------- | -------- | ----- | ----- | ----- | ----- | ----- | -------- | -------- | -------- | ----- | ----- | ----- | -------- | ----- | ----- | ----- | ----- | ----- | ----- | -------- | ----- | -------- | -------- | ----- |
| 1947     | PHI      | 41    | 112   | 99    | 9     | 23    | 4        | 0        | 2        | 33    | 5     | 1     | --       | 3     | --    | 10    | --    | 0     | 11    | 2        | .232  | .303     | .333     | .636  |
| MLB：1年 | MLB：1年 | 41    | 112   | 99    | 9     | 23    | 4        | 0        | 2        | 33    | 5     | 1     | --       | 3     | --    | 10    | --    | 0     | 11    | 2        | .232  | .303     | .333     | .636  |

- 「-」は記録なし

### 背番号
- 22 (1947年)